# Amphichaetodon
Amphichaetodon ist eine artenarme, nur zwei Arten umfassende Gattung der Falterfische (Chaetodontidae). Der Lord-Howe-Falterfisch (Amphichaetodon howensis) kommt vom subtropischen Ostaustralien bis zur Lord-Howe-Insel vor, die andere Art, Amphichaetodon melbae, ist ausschließlich um die kleine Vulkaninsel San Félix vor der Küste Chiles verbreitet.

## Merkmale
Amphichaetodon-Arten werden 11 bis 18 Zentimeter lang. Sie sind hochrückig, ihre Schnauze ist kurz. Die Grundfarbe ist silbrig-weiß mit breiten schwarzen Querbändern bei Amphichaetodon howensis und nur halb so schmalen Streifen bei Amphichaetodon melbae.
Flossenformel: Dorsale XII–XIII/21–23, Anale III/16–17.

## Systematik
Amphichaetodon ist die Schwestergruppe einer Klade aus Coradion, Chelmonops und Chelmon.

## Lebensweise
Die beiden Amphichaetodon-Arten kommen in subtropischen und kalten Gewässern vor, in denen die Wassertemperatur zwischen 12 und 20 °C liegt. Sie ernähren sich von kleinen Wirbellosen wie Flohkrebsen, Garnelen und Würmern. Während der Fortpflanzungszeit treten die Fische paarweise auf. Jungfische leben in Schwärmen.

## Arten
- Lord-Howe-Falterfisch, Amphichaetodon howensis (Waite, 1903).
- Amphichaetodon melbae Burgess & Caldwell, 1978.